# Сініс
Сініс, також Сінід (грец. Σίνις) — за однією з версій, син Посейдона, розбійник.
Жив на Коринфському перешийку, нападав на подорожніх, грабував їх, потім прив'язував до верхівок двох сосон, які, випрямляючись, розривали тіла жертв навпіл (звідси прізвисько розбійника Пітіокампт — згинач сосен).
Сініса вбив його родич по материнській лінії Тесей, який потім очистився від убивства біля Зевсового вівтаря і на згадку про перемогу над розбійником установив Істмійські ігри. Він також одружився з дочкою Сініса — Перігіуною. У них був син Меланіпп і онук Іокс.